# ورزشگاه کاشیما ساکر
ورزشگاه کاشیما ساکر (به ژاپنی: カシマサッカー スタジアム, Kashima Sakkā Sutajiamu) یک ورزشگاه فوتبال در شهر کاشیما، استان ایباراکی، ژاپن است.

این ورزشگاه میزبان بازی‌های خانگی باشگاه کاشیما آنتلرز در رقابت‌های جی‌لیگ است. گنجایش این ورزشگاه ۴۰٬۷۲۸ هزار نفر است.
ورزشگاه کاشیما ساکر یکی از مکان‌های برگزاری بازی‌های جام جهانی ۲۰۰۲ بود.

## تصاویر

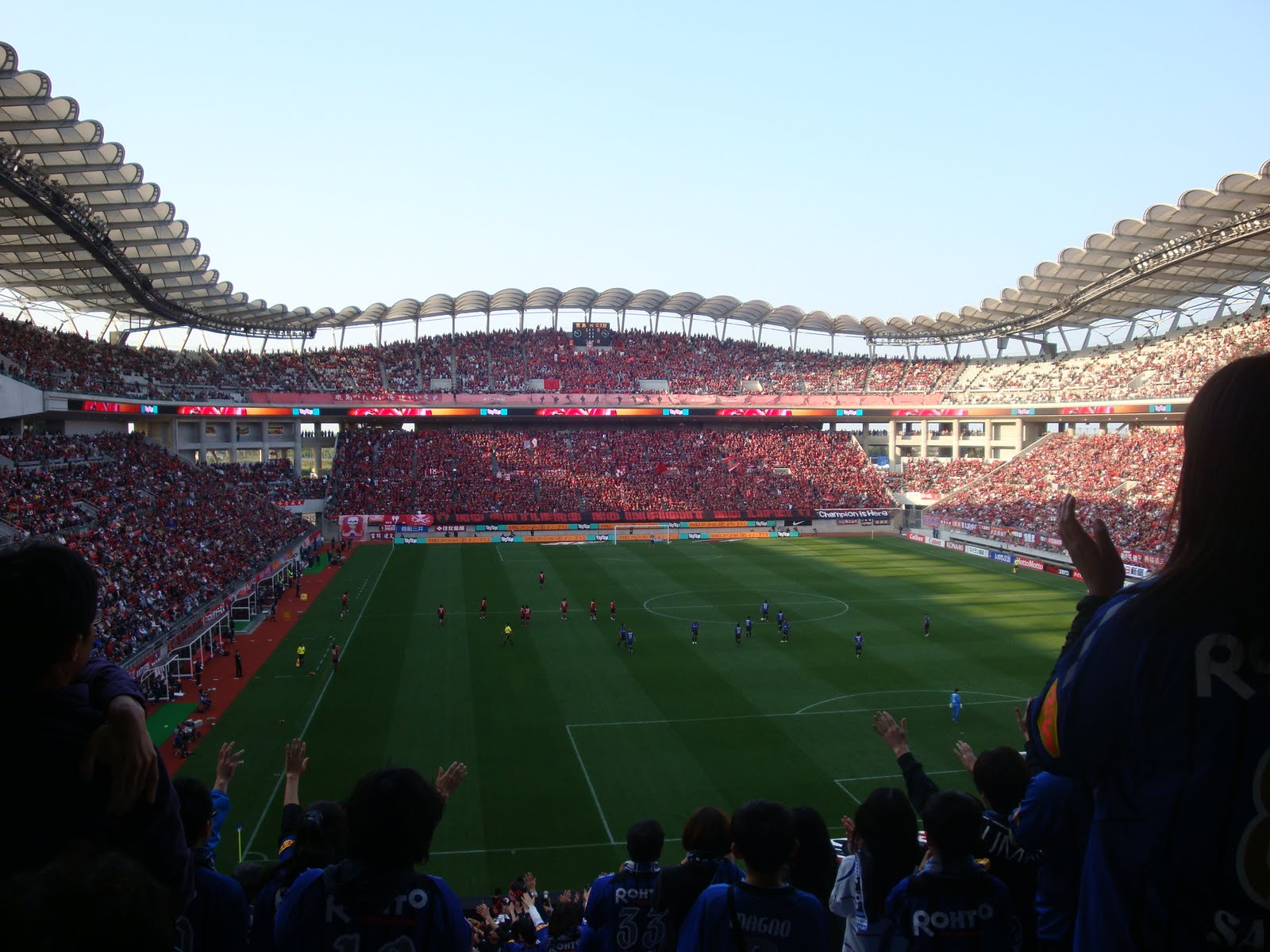
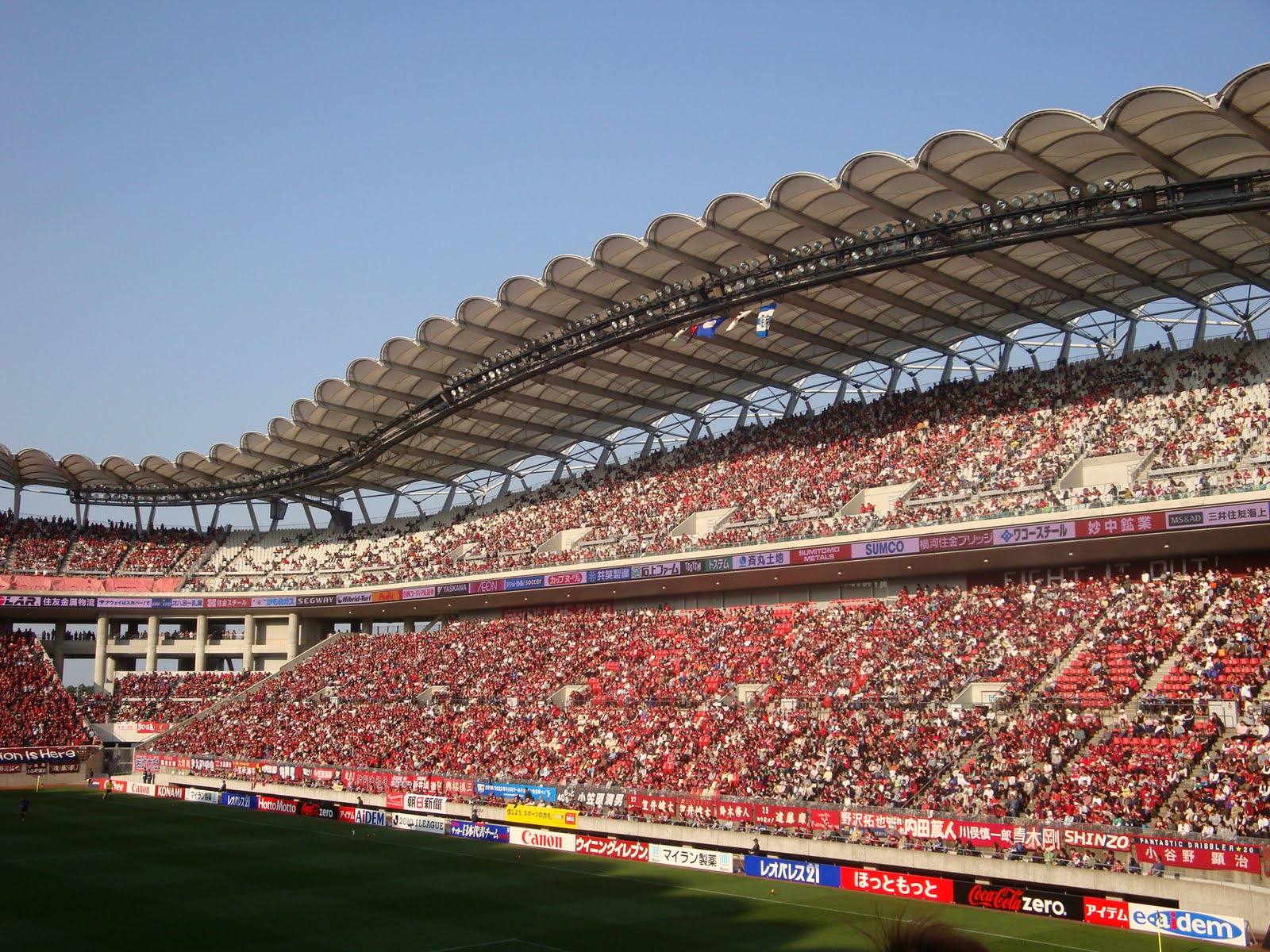
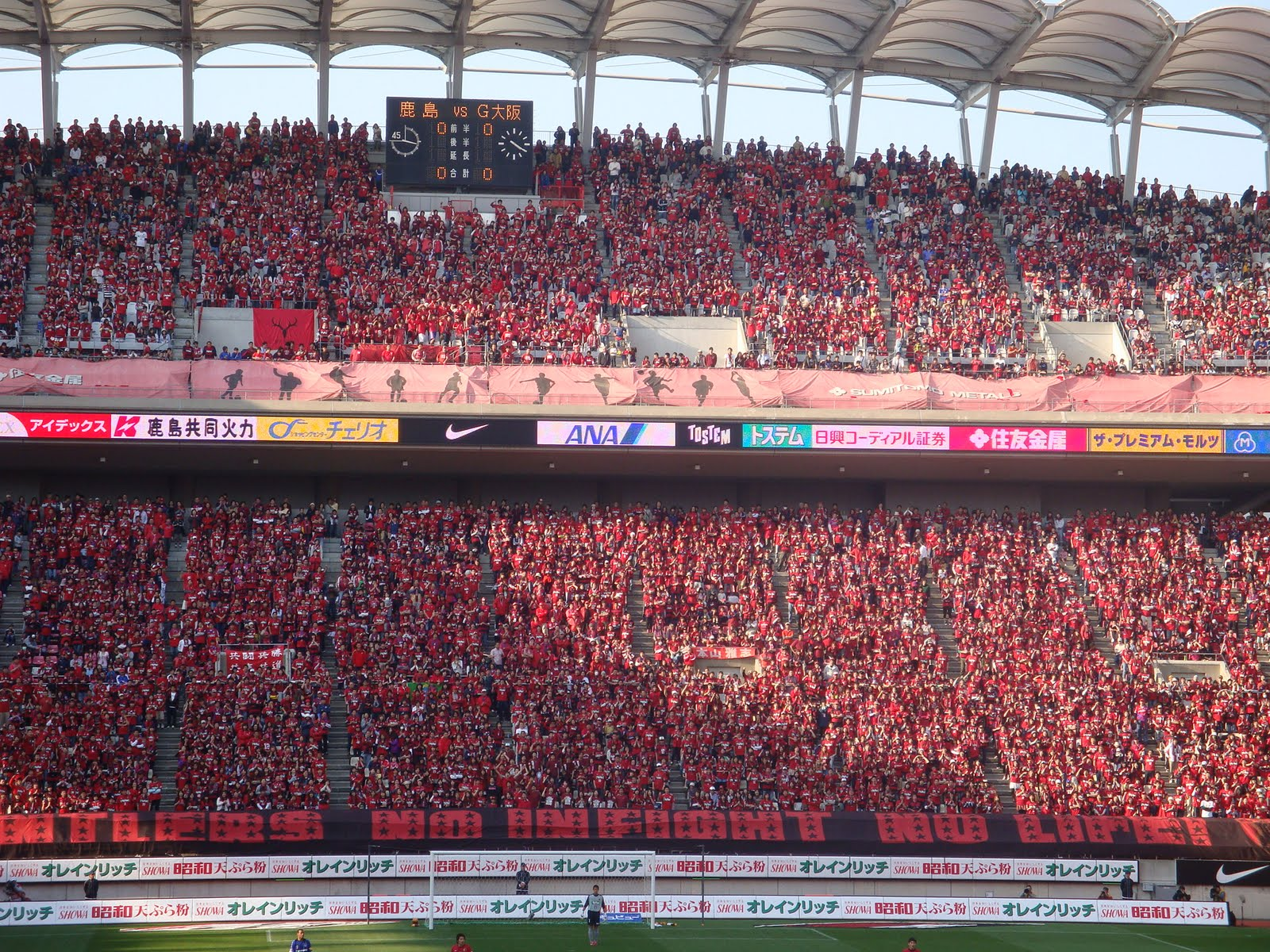
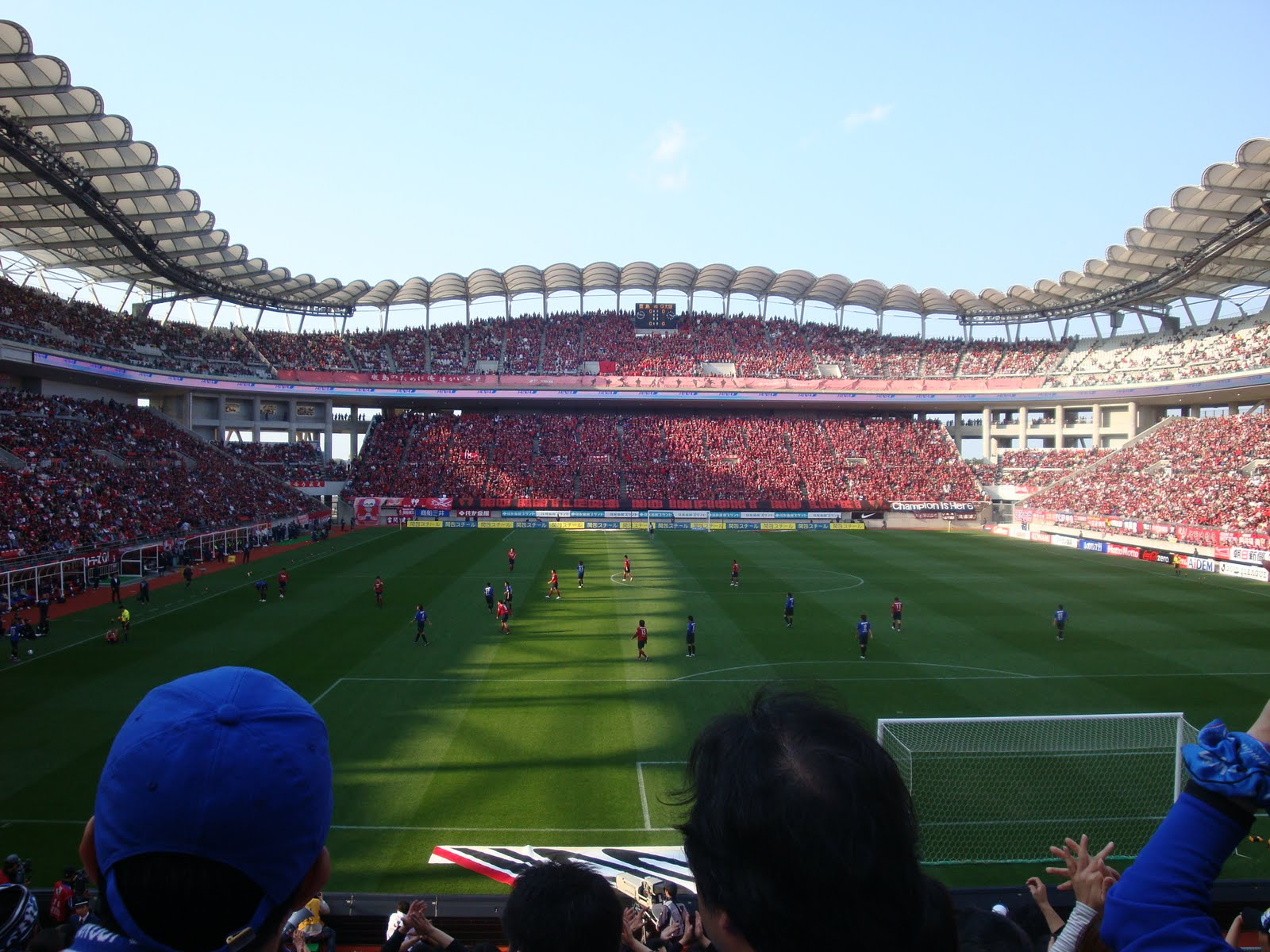
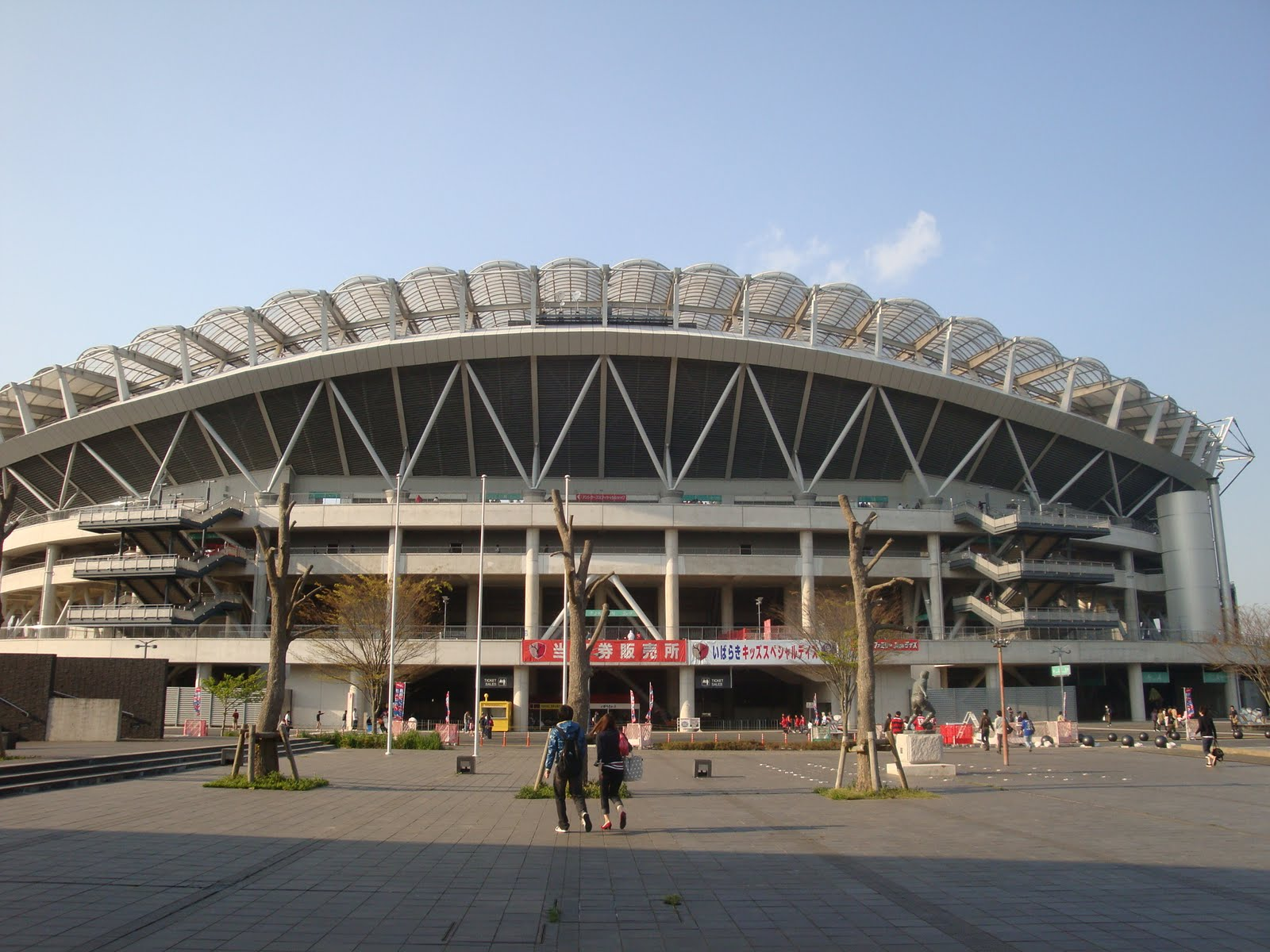

## جام جهانی ۲۰۰۲
ورزشگاه کاشیما ساکر یکی از مکانهای برگزاری بازی‌های جام جهانی ۲۰۰۲ بود؛ و مسابقات زیر را برگزار کرده
| تاریخ       | تیم ۱    | نتیجه | تیم ۲         | رقابت    |
| ----------- | -------- | ----- | ------------- | -------- |
| ۲ ژوئن ۲۰۰۲ | آرژانتین | ۱–۰   | نیجریه        | (گروه F) |
| ۵ ژوئن ۲۰۰۲ | آلمان    | ۱–۱   | جمهوری ایرلند | (گروه E) |
| ۸ ژوئن ۲۰۰۲ | ایتالیا  | ۱–۲   | کرواسی        | (گروه G) |